# Buana Sakti
Buana Sakti is een bestuurslaag in het regentschap Lampung Timur van de provincie Lampung, Indonesië. Buana Sakti telt 2323 inwoners (volkstelling 2010).